# آدوکس پلو
آدوکس پلو (به انگلیسی: ADOX Polo) یک دوربین عکاسی ساخت شرکت ادیکسا است.